# Come vi piace
(Jaques, Atto Secondo, Scena Settima)
Come vi piace (As You Like It), a volte tradotto Come vi piaccia o A piacer vostro, è una commedia pastorale in cinque atti di Shakespeare, scritta, in versi e in prosa, tra il 1599 e i primi mesi del 1600 e pubblicata per la prima volta nel First Folio nel 1623. L'opera era basata sul romanzo Rosalynde di Thomas Lodge. La data della prima rappresentazione è incerta, anche se è possibile che si sia svolta nel 1603 a Wilton House. Come vi piace segue la vicenda dell'eroina Rosalinda mentre fugge dalle persecuzioni della corte di suo zio e si innamora nella Foresta di Arden. Le reazioni della critica sono cambiate durante i secoli: mentre alcuni critici ritengono che l'opera non sia all'altezza di altri lavori di Shakespeare, altri pensano che la commedia sia un lavoro di gran qualità. Nell'opera è presente uno dei soliloqui più famosi e citati di Shakespeare, "Tutto il mondo è un palcoscenico", e la frase "Why then, can one desire too much of a good thing?" ("È peccato desiderarne troppa, di una cosa ch'è buona?"). La commedia rimane tra le preferite dal grande pubblico, ed è stata adattata per la radio, il cinema ed il musical.

## Trama

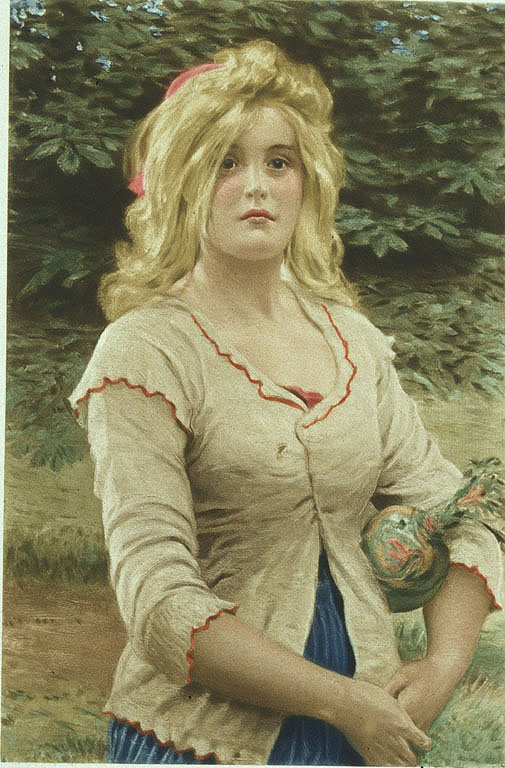
Aldrina, di Philip Richard Morris

La commedia si svolge in un ducato francese, ma la maggior parte dell'azione si svolge in un luogo chiamato la "Foresta di Arden".
Federigo ha usurpato il ducato ed esiliato suo fratello maggiore, il Duca legittimo. Alla figlia del duca, Rosalinda, è stato permesso di rimanere a corte perché ella è la migliore amica e cugina dell'unica figlia di Federigo, Celia. Orlando, un giovane gentiluomo del regno che si è innamorato di Rosalinda, è costretto a scappare da casa sua a causa delle persecuzioni di suo fratello maggiore, Oliviero. Federigo si arrabbia con Rosalinda e la bandisce dalla corte. Celia e Rosalinda decidono di scappare insieme, accompagnate dal giullare Pietraccia. Durante la fuga Rosalinda si traveste da uomo, dandosi il nome di Ganimede ("Il paggio di Giove"), mentre Celia si fa chiamare Aliena (la parola latina per "straniera").
I tre arrivano nella idilliaca Foresta di Arden, dove ora vive il Duca esiliato, circondato da alcuni suoi sostenitori, tra i quali c'è il melanconico Jaques, innamorato di Aldrina. "Ganimede" ed "Aliena" non incontrano immediatamente il duca ed i suoi compagni, poiché prima incappano in Corino, un affittuario impoverito, e si offrono di comprare la capanna cadente del suo padrone.
Frattanto, Orlando ed il suo servo Adamo (un ruolo che potrebbe essere stato interpretato da Shakespeare stesso), trovano il Duca ed i suoi uomini e presto decidono di vivere con loro, affiggendo agli alberi semplici poesie d'amore indirizzate a Rosalinda. Quest'ultima, che ricambia l'amore di Orlando, lo incontra travestita da Ganimede e finge di consigliarlo per curarlo dal mal d'amore. Ganimede dice che prenderà il posto di Rosalinda in modo che lui e Orlando possano recitare la loro relazione. 
Nello stesso momento, Febe, una pastorella della quale è innamorato Silvio, si è innamorata di Ganimede (alias Rosalinda), anche se "Ganimede" le dimostra continuamente di non essere interessato a lei. Inoltre, il cinico Pietraccia si è proposto alla poco arguta Aldrina e cerca di sposarla prima che i suoi piani siano rovinati da Jaques.
Orlando vede Oliviero nella foresta e lo salva da una leonessa, atto che fa pentire Oliviero per aver trattato male Orlando. Oliviero incontra Aliena (che è, in realtà, Celia) innamorandosi di lei, e i due decidono di sposarsi. Nel frattempo, Silvio, Febe, Ganimede ed Orlando si ritrovano a litigare su chi sposerà chi. Ganimede dice di poter risolvere il problema, facendo promettere ad Orlando di sposare Rosalinda e a Febe di sposare Silvio se non potrà sposare Ganimede. Il giorno dopo, Ganimede rivela la sua vera identità. Febe, dopo aver scoperto che l'oggetto del suo amore non è ciò che pensava, si lega a Silvio.
Orlando e Rosalinda, Oliviero e Celia, Silvio e Febe, e Pietraccia e Aldrina si sposano tutti insieme nella scena finale, e subito dopo scoprono che anche Federigo si è pentito delle sue colpe, decidendo di ridare il trono al fratello ed adottare uno stile di vita religioso. Jaques, sempre melanconico, decide di seguire l'esempio di Federigo e di dedicare la sua vita alla religione.

### Epilogo
Qualcuno ritiene che Shakespeare avesse voluto scrivere un epilogo di questa commedia, nella poesia To the Queen, ritrovata scritta su una busta per lettere.

## Commento

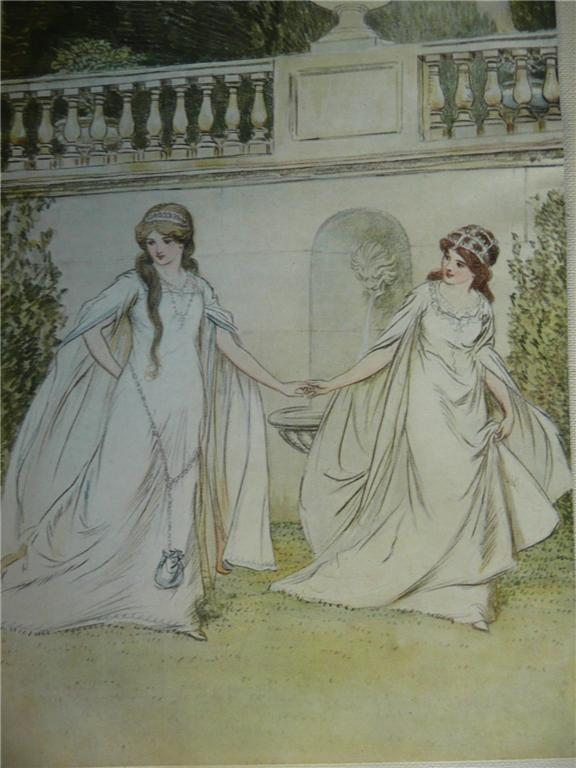
Rosalinda e Celia rappresentate da Hugh Thomson

A lungo gli studiosi hanno dibattuto a proposito dei meriti della commedia. Critici come Samuel Johnson e George Bernard Shaw si sono lamentati che a Come vi piace manchi la maestria artistica di cui Shakespeare era capace. A Shaw piaceva pensare che Shakespeare avesse scritto la commedia soltanto per compiacere il pubblico, sostenendo la sua tesi secondo la quale il commediografo avrebbe chiamato la rappresentazione Come vi piace, con quel "vi" per distaccarsi da ciò che aveva scritto. Lev Tolstoj disprezzava l'immoralità dei personaggi, e il fatto che Pietraccia faccia continuamente il clown. Altri critici hanno trovato nell'opera un grande merito letterario. Harold Bloom ha scritto che Rosalinda è da annoverare tra i più grandi e complessi personaggi femminili creati da Shakespeare. Nonostante le differenti opinioni della critica, Come vi piace rimane una delle commedie di Shakespeare più frequentemente rappresentate.
Gli elaborati scambi di genere dei personaggi della storia sono oggetto di particolare interesse da parte dei critici moderni. Per quattro atti della commedia, Rosalinda - parte che all'epoca di Shakespeare era recitata da un ragazzo - deve travestirsi da ragazzo, e subito dopo Febe (anche questa interpretata da un ragazzo) si innamora di "Ganimede", un nome con una connotazione omoerotica. Infatti, durante l'epilogo, Rosalinda dichiara, rivolgendosi al pubblico e in maniera piuttosto esplicita di non essere una donna (o almeno non lo è l'attore che ne interpreta il ruolo).
Gabriele Baldini, presentando la traduzione in italiano della commedia, afferma:

Giotto di Bondone - No. 48 The Seven Vices - Envy - WGA09275

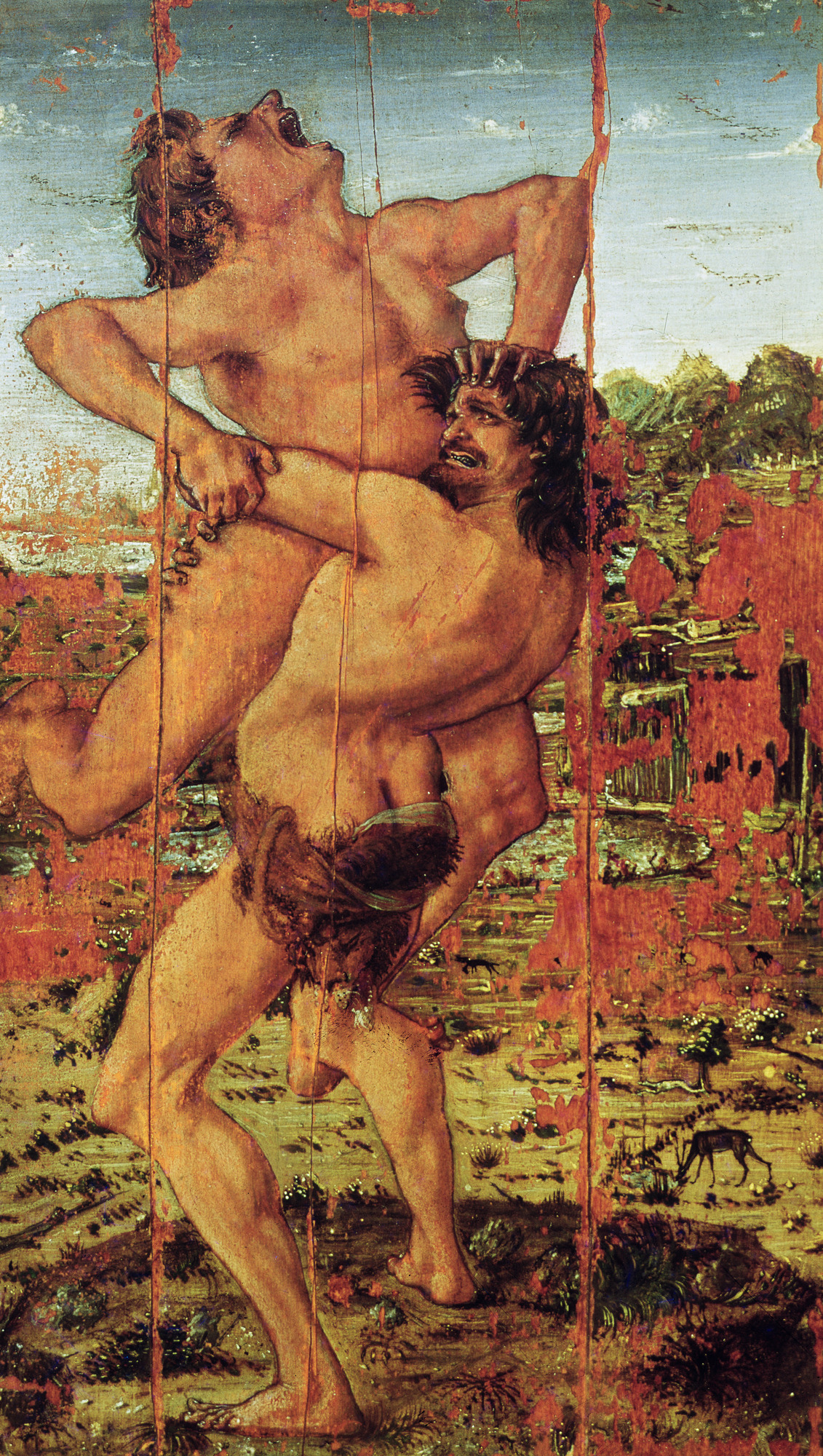
Antonio del Pollaiolo - Ercole e Anteo

Nella commedia Come vi piace, il globo universale, abitato dai comuni mortali, viene rappresentato nel finale come piace agli spettatori: lieto, conciliato dall’amore. Ma il testo può essere inteso anche come una allusione ad un argomento manifestato in forma riservata. “Questo teatro vasto e universale presenta un mistero” (“pageants”, ‘parate allegoriche’, As You Like It, II, vii, 139, trad, A. Calenda e A. Nediani). Con il dipanarsi della trama gli attori (in lat. ‘histriones’) vengono individuati nell’atto di interpretare lo stesso mondo come piace loro, riuniti dall’amore per il teatro nel nuovo edificio del Globe Theatre, superando ogni tipo di contrasto individuale. La commedia difatti stabilisce una tregua della cosiddetta War Stage.  La commedia risente del clima bellicoso, “il mondo particolare del teatro nel suo insieme era infettato dal germe dell’invidia, uno dei sette vizi capitali”.  Ne ha certezza il Duke Senior, che vagando in esilio tra i boschi considera che ormai la corte è diventata pericolosa a causa dell’invidia (“Are not these woods more free from peril than the envious court?”, Ib., II, i, 4). Dalla letteratura latina si viene a conoscenza che la personificazione dell’Invidia non “conosce il beneficio del sonno, sempre agitata com’è da pensieri che la tengono desta; con dispiacere vede i successi della gente, al vederli si strugge, e rode gli altri e insieme rode se stessa, e questo è il suo tormento” (Ovidio, Metamorfosi , II, 779-782). L’Invidia è ritratta da Giotto con delle corna di caprone, a sottolineare la natura diabolica (v. ill.). Il fuoco acceso ai suoi piedi rappresenta il bruciore interiore causato dai successi delle persone. Dalla sua bocca esce, al posto della lingua, per rivoltarsi contro e colpire gli occhi; ciò nonostante tiene stretto in pugno il copioso guadagno della velenosa maldicenza, ottenuto con la sua capacità di captare i fatti altrui, come mostrano i padiglioni auricolari particolarmente sviluppati. Dalla descrizione di Oliver in As You Like It, un serpente verde dorato viene invece visto da Orlando avvicinarsi minaccioso alla bocca aperta di un miserabile uomo cencioso, stringendosi attorno al suo collo, ma appena si è accorto della presenza di Orlando è scivolato via dentro un cespuglio (“did slip away into a bush”, IV, iii, 113). Il significato metaforico di ‘mala lingua’, attribuita al serpente da Giotto, è il medesimo del racconto di Oliver. Orlando era colui che aveva lottato come un Ercole (v. ill.), eroe non a caso invocato da Rosalind (“Now Hercules be thy speed”, I, ii, 204-210), poco prima dello scontro agonistico con il lottatore Charles, per alludere alla figura dell’insegna del Globe Theatre, che accompagnava la presunta scritta: “Totus Mundus Agit Histrionem”. 

### Personaggi
La corte del Duca Federigo:

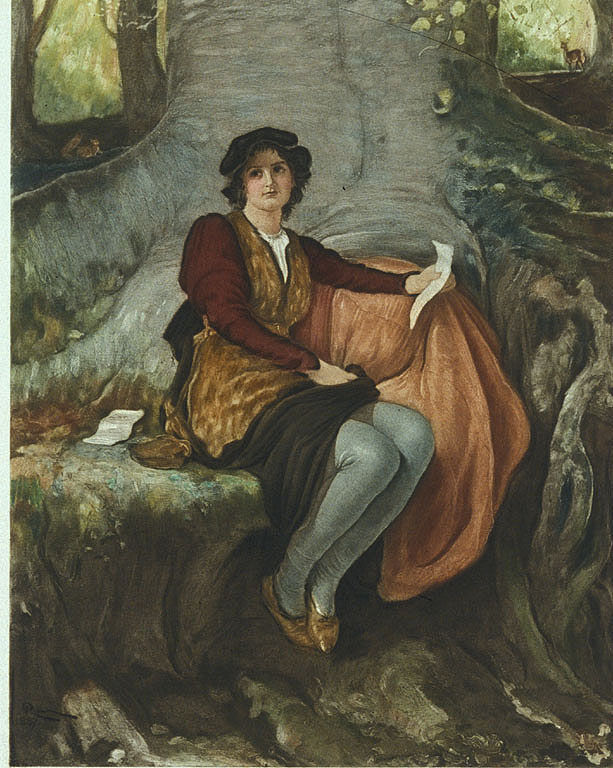
Rosalinda di Robert Walker Macbeth

- Duca Federigo, fratello minore del legittimo Duca ed usurpatore del suo trono, padre di Celia
- Rosalinda, figlia del legittimo Duca che scappa dalla persecuzione di suo zio, il Duca Federigo, e si traveste da ragazzo col nome di "Ganimede" per vivere in pace nella Foresta di Arden, alla fine sposa di Orlando
- Celia, figlia del Duca Federigo e cugina di Rosalinda che si traveste da "Aliena" per accompagnare Rosalinda in esilio
- Pietraccia, un buffone di corte che accompagna Rosalinda e Celia nella Foresta di Arden e sposa Aldrina, una ragazza di campagna
- Le Beau, un cortigiano
- Charles, un lottatore

La corte esiliata del Duca nella Foresta di Arden:
- Il Duca, fratello maggiore del Duca Federigo e padre di Rosalinda, vive in esilio nella Foresta di Arden con i suoi fedeli cortigiani
- Jaques, un signore scontento e malinconico
- Amiens, un signore e musico

La casata del defunto Sir Rolando de Boys:
- Oliviero, il figlio maggiore ed erede
- Jacques, il secondo figlio, appare brevemente alla fine della commedia
- Orlando, il figlio più giovane e amante di Rosalinda, vive in esilio nella Foresta di Arden dopo aver fatto infuriare il Duca Federigo
- Adamo, un vecchio e fedele servitore che segue Orlando in esilio
- Dennis, servo di Oliver

Gente di campagna nella foresta di Arden:
- Febe, una pastorella che si innamora di Ganimede e rifiuta la corte di Silvius
- Silvio, un pastore che si innamora di Febe
- Aldrina, una ragazza di campagna e che alla fine sposa Pietraccia
- Corino, un anziano pastore
- Guglielmo, un campagnolo
- Don Oliviero Sciupatesti, un curato

Altri personaggi:
- Signori e dame alla corte del Duca Federigo
- Signori nella corte nella foresta del Duca in esilio
- Paggi e musicanti
- Imene, un personaggio che appare in una storia dentro alla storia

## Rappresentazioni e adattamenti

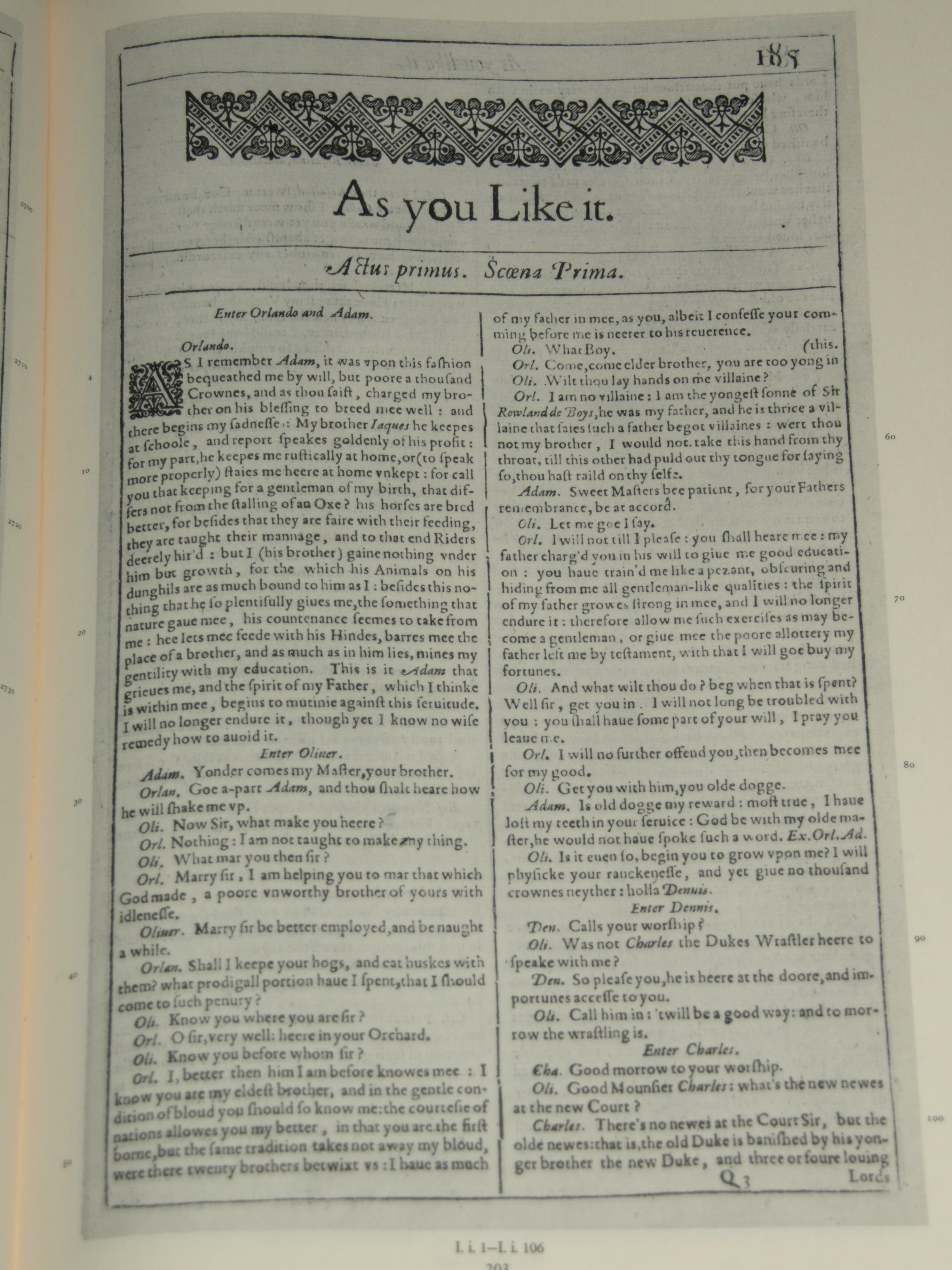
Fac-simile della prima edizione di "Come vi piace", del 1623

### Adattamenti cinematografici
- Nel 1908 Kenean Buel ne ha tratto As You Like It, con Gene Gauntier (anche sceneggiatrice)
- Nel 1912 J. Stuart Blackton, Charles Kent e James Young ne hanno tratto As You Like It
- Nel 1936 Paul Czinner ne ha tratto Come vi piace.
- Nel 1992 Christine Edzard ne ha tratto Come vi piace.
- Nel 2006 Kenneth Branagh ne ha tratto il film As You Like It - Come vi piace con Kevin Kline.